# Жемчужников, Владимир Михайлович
Влади́мир Миха́йлович Жемчу́жников (11 (23) апреля 1830, Санкт-Петербург — 6 (18) ноября 1884, Ментона) — русский поэт и государственный служащий, младший брат Алексея и Александра Жемчужниковых. Один из создателей (вместе с братьями и Алексеем Толстым) Козьмы Пруткова.

## Биография
С пятилетнего возраста воспитывался в кадетском корпусе в Петербурге, затем учился в Санкт-Петербургском университете — сначала на юридическом, затем на историко-филологическом факультетах. Не окончив курса, в 1854 году уехал в Тобольск, где служил чиновником при В. А. Арцимовиче. Там же, буквально через год, вознамерился жениться на простой женщине Анне Егоровне Неустроевой. По настоятельному требованию отца, вероятный брак был расторгнут. Но сама связь с «женщиной, не соответствовавшей его положению» испортила ему всю жизнь и карьеру. Свидетельство об этом мало известном эпизоде можно встретить в публикации горнозаводчика Скальковского К. А., некогда приятеля В. Жемчужникова. Спустя два года, его старший брат Л.М. Жемчужников выкрадет крепостную девушку, женится и уедет за границу подальше от гнева отца. В конце концов брак Льва Михайловича, не в пример Владимиру, будет признан отцом.  
В 1855 году Владимир вступил в прапорщиком во вновь сформированный Стрелковый полк и отправился с ним в Крым. Однако участвовать в Крымской войне ему не пришлось: в начале 1856 года, в Одессе, он тяжело заболел тифом: 3 ноября вышел в отставку.
В конце 1857 года он принял участие в создании Русского общества пароходства и торговли, был одним из директоров общества. Позже Владимир Жемчужников неоднократно испытывал себя на государственной службе, но ни в одном ведомстве не уживался из-за суровой честности и принципиальности. В июле 1858 года выступил с предложением созыва Поместного собора. В последние годы, перед отъездом во Францию на лечение, он был директором канцелярии Министра путей сообщения.
В последние годы жизни часто находился на лечении за границей.
Скончался от чахотки 18 ноября 1884 года во Франции и был похоронен в Ницце, на Русском кладбище Кокад.

## Литературная деятельность
Литературная деятельность Владимира Жемчужникова связана главным образом с участием в создании сочинений Козьмы Пруткова. Эти сочинения появились значительно раньше, чем образ их автора, сложившийся в начале 1850-х годов, когда Владимир Жемчужников был ещё студентом Петербургского университета.
У него был замечательный дар художественной имитации. Он легко и тонко высмеивал манеру любого поэта и потому смог стать центральной фигурой среди авторов Козьмы Пруткова. По количеству произведений Владимир Жемчужников стоит на первом месте среди авторов Козьмы Пруткова, ему принадлежат наиболее злые пародии на лжеромантические стихи В. Г. Бенедиктова, «философские раздумья» А. С. Хомякова и других авторов. Также занимался организацией и редактурой публикаций Козьмы Пруткова.
В. Жемчужников отдал много сил, чтобы издать полное собрание сочинений Козьмы Пруткова. Оно готовилось к изданию ещё в 1850-е годы, но впервые появилось только в 1884 году при участии Алексея Жемчужникова, для которого он собрал все доступные стихотворения, драматические произведения, басни, мысли и афоризмы. Написал «биографические» сведения о Козьме Пруткове.